# Nini Rosso

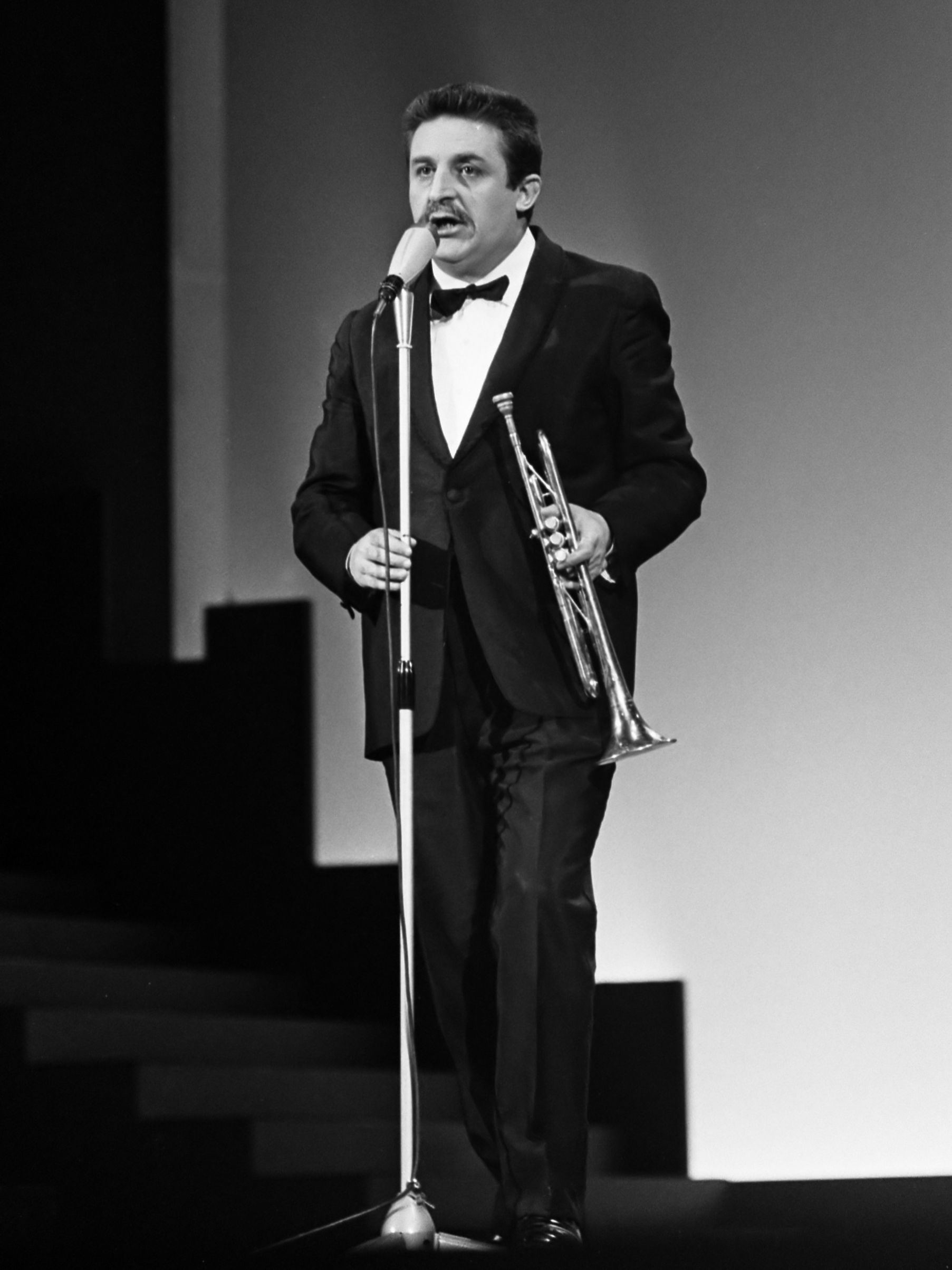
Grand Gala du Disque Populaire, Nini Rosso (7 maart 1969)

Raffaele Celeste "Nini" Rosso (Turijn, 19 september 1926 – Rome, 5 oktober 1994) was een Italiaans jazztrompettist en -componist.

## Levensloop
Rosso's ouders stuurden hem naar de universiteit, maar op zijn 19e verkoos hij de trompet boven zijn studie. Hierdoor werd hij gedwongen zijn ouderlijk huis te verlaten. Toen de nachtclub waar hij werkte door de politie gesloten werd, keerde hij terug naar huis, maar na een kort verblijf vertrok hij weer om zijn carrière opnieuw op te bouwen. Al snel werd Rosso een van de beste jazztrompettisten van Italië, met als hoogtepunt de jaren 60. In 1962 werd hij bekend in Groot-Brittannië, toen zijn opname "Concerto Disperato" werd gecoverd door Ken Thorne and Orchestra en een hit werd onder de titel "The Theme from 'The Legion's Last Patrol'". Rosso’s origineel werd snel uitgebracht onder het minder bekende label Durium en bereikte hiermee ook de hitparade, maar een echte hit zou het nooit worden. Zijn wereldbekende hit “Il Silenzio” uit 1965 haalde de nummer 1 van de hitlijsten in Italië, Duitsland, Oostenrijk en Zwitserland. Wereldwijd werden meer dan 10 miljoen singles verkocht.
Rosso overleed in 1994 aan een tumor.

## NPO Radio 2 Top 2000
Van Nini Rosso stond alleen Il silenzio in 1999 in de NPO Radio 2 Top 2000, op plek 1155.
- Bibsys: 14002037
- Biblioteca Nacional de España: XX1098805
- Gemeinsame Normdatei: 134502566
- International Standard Name Identifier: 0000 0000 7978 4784
- Library of Congress Control Number: no96030684
- MusicBrainz: d17c102b-6ab1-403e-a042-4259aa6faef6
- Bibliotheek van het Japanse parlement: 001167226
- Nationale Bibliotheek van Tsjechië: xx0092470
- Nederlandse Thesaurus van Auteursnamen: 073495352
- Virtual International Authority File: 79649197
- WorldCat: E39PCjFXfy7rCT8xjMRgJ6d683